# Kożany
Kożany – wieś w Polsce położona w województwie podlaskim, w powiecie białostockim, w gminie Juchnowiec Kościelny.
W latach 1975–1998 miejscowość administracyjnie należała do województwa białostockiego.

## Historia
Pierwsze wzmianki o Kożanach pochodzą z 1504 roku, kiedy stanowiły część włości suraskich. Następnie ich właścicielem był Mikołaj Jundziłowicz. Od 1540 roku majątek należał do rodu Lewickich. W XIX wieku Kożany stanowiły własność Janiewiczów i Giedroyciów. Ostatnim właścicielem majątku przed II wojną światową był Jerzy Szrodecki (1900–1966), uczestnik wojny polsko-bolszewickiej, aresztowany przez Sowietów w 1939 roku został wysłany na Syberię. Dołączył do Armii Andersa i po wojnie osiadł w Wielkiej Brytanii. Jego żona Irena z Wyrzykowskich i dwie córki, Halina i Janina, zostały zesłane w 1940 roku do Kazachstanu. 
We wsi znajduje się cmentarz prawosławny założony w XIX wieku. 

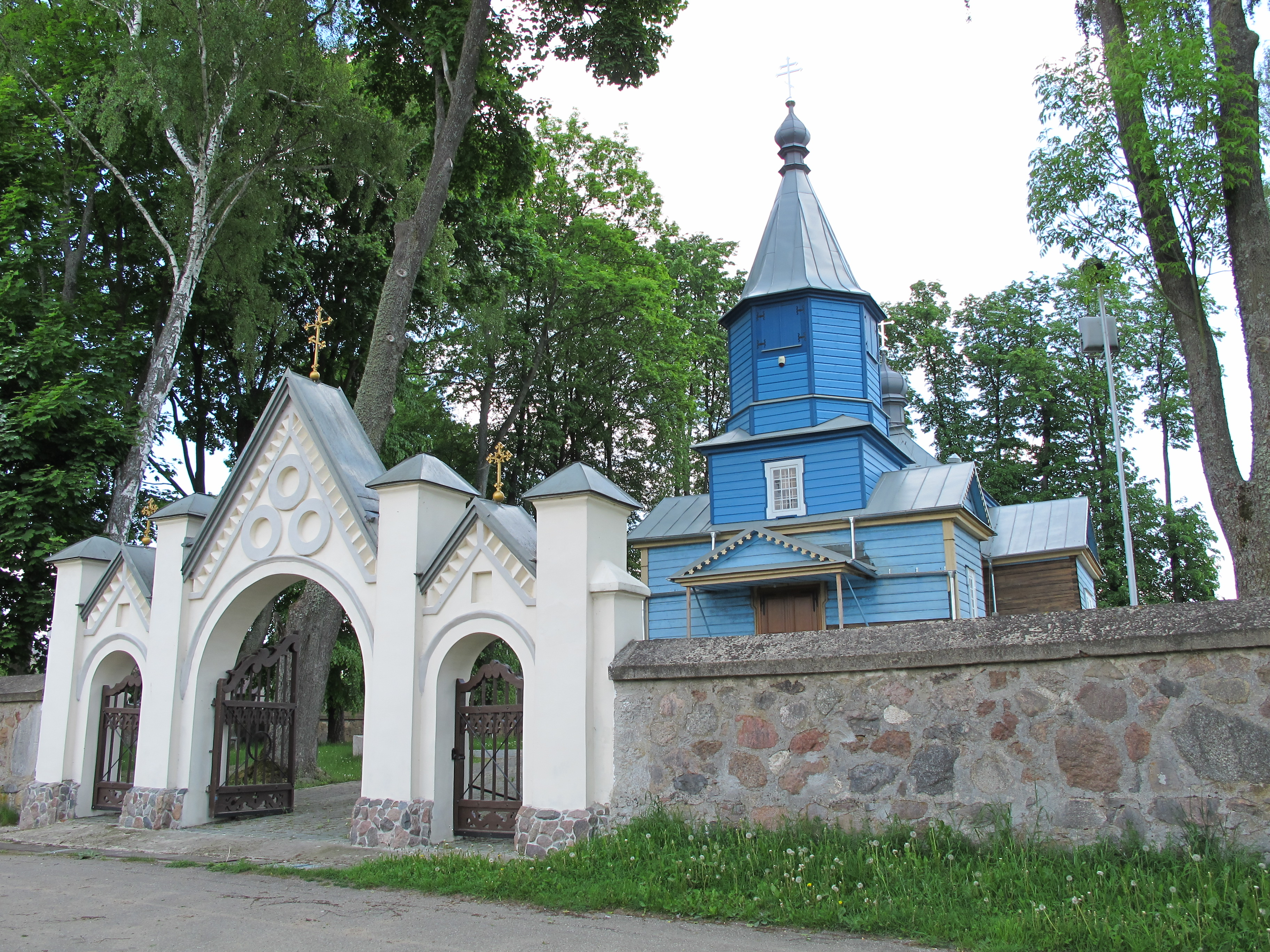
Cerkiew pod wezwaniem Podwyższenia Krzyża Świętego

## Zabytki
- drewniana prawosławna cerkiew Podwyższenia Krzyża Świętego (parafialna), 1833[a], nr rej.:A-144 z 14.12.2005
- murowane ogrodzenie cerkwi z bramą, nr rej.:A-144 z 14.12.2005[8].

## Inne obiekty
- prawosławna kaplica pod wezwaniem Kazańskiej Ikony Matki Bożej w uroczysku Święte Miejsce
- Do II wojny światowej w Kożanach istniał dwór ziemiański, należący do rodziny Szrodeckich[9].